# Collegio di Broxtowe
Broxtowe è un collegio elettorale inglese situato nel Nottinghamshire, nelle Midlands Orientali, rappresentato alla Camera dei comuni del Parlamento del Regno Unito. Elegge un membro del parlamento con il sistema first-past-the-post, ossia maggioritario a turno unico; l'attuale parlamentare è Juliet Campbell, eletta con il Partito Laburista nel 2024.

## Estensione

Broxtowe dal 2010 al 2024

- 1918-1950: i distretti urbani di Arnold, Eastwood, Hucknall e Kirkby-in-Ashfield e nel distretto rurale di Basford le parrocchie di Annesley, Bestwood Park, Brinsley, Calverton, Felley, Greasley, Kimberley, Lambley, Linby, Newstead, Papplewick, Selston e Woodborough.
- 1950-1955: i distretti urbani di Eastwood, Hucknall e Kirkby-in-Ashfield e nel distretto rurale di Basford le parrocchie di Annesley, Awsworth, Bestwood Park, Brinsley, Cossall, Felley, Greasley, Kimberley, Linby, Newstead, Nuthall, Papplewick, Selston, Strelley e Trowell.
- 1983-2010: i ward del borgo di Broxtowe di Attenborough, Awsworth and Cossall, Beeston Central, Beeston North East, Beeston North West, Beeston Rylands, Bramcote, Chilwell East, Chilwell West, Greasley, Kimberley, Nuthall, Stapleford East, Stapleford North, Stapleford West, Strelley and Trowell e Toton.
- 2010-2024: i ward del borgo di Broxtowe di Attenborough, Awsworth, Beeston Central, Beeston North, Beeston Rylands, Beeston West, Bramcote, Chilwell East, Chilwell West, Cossall and Kimberley, Greasley Giltbrook and Newthorpe, Nuthall East and Strelley, Nuthall West and Greasley Watnall, Stapleford North, Stapleford South East, Stapleford South West, Toton and Chilwell Meadows e Trowell.
- dal 2024: i ward del borgo di Broxtowe di Attenborough and Chilwell East; Awsworth, Cossall and Trowell; Beeston Central; Beeston North; Beeston Rylands; Beeston West; Bramcote; Brinsley; Chilwell West; Eastwood Hall; Eastwood Hilltop; Eastwood St. Mary’s; Greasley; Stapleford North; Stapleford South East; Stapleford South West e Toton and Chilwell Meadows.[1]

## Membri del parlamento
| Elezione | Elezione       | Deputato              | Partito               |
| -------- | -------------- | --------------------- | --------------------- |
|          | 1918           | George Spencer        | Laburista             |
| 1929     | Seymour Cocks  |                       | Laburista             |
| 1953 (S) | William Warbey |                       | Laburista             |
|          | 1955           | Collegio abolito      | Collegio abolito      |
|          | 1983           | Collegio ri-istituito | Collegio ri-istituito |
|          | 1983           | Jim Lester            | Conservatore          |
|          | 1997           | Nick Palmer           | Laburista             |
|          | 2010           | Anna Soubry           | Conservatore          |
|          | 2019           | Anna Soubry           | Change UK             |
|          | 2019           | Darren Henry          | Conservatore          |
|          | 2024           | Juliet Campbell       | Laburista             |

## Elezioni

### Elezioni negli anni 2020
| Partito                    | Partito                                           | Candidato                  | Risultati 4 luglio 2024 | Risultati 4 luglio 2024 |
| Partito                    | Partito                                           | Candidato                  | Voti                    | %                       |
| -------------------------- | ------------------------------------------------- | -------------------------- | ----------------------- | ----------------------- |
|                            | Laburista                                         | Juliet Campbell            | 19 561                  | 40,89                   |
|                            | Conservatore                                      | Darren Henry               | 11 158                  | 23,32                   |
|                            | Reform UK                                         | Joseph Oakley              | 8 402                   | 17,56                   |
|                            | Lib Dem                                           | James Collis               | 3 807                   | 7,96                    |
|                            | Verdi                                             | Teresa Needham             | 3 488                   | 7,29                    |
|                            | Indipendente                                      | John Doddy                 | 1 034                   | 2,16                    |
|                            | Workers                                           | Masqood Syed               | 388                     | 0,81                    |
|                            |                                                   |                            |                         |                         |
| Iscritti                   | Iscritti                                          | Iscritti                   | 71 923                  | 100,00                  |
| ↳ Votanti (% su iscritti)  | ↳ Votanti (% su iscritti)                         | ↳ Votanti (% su iscritti)  | 47 838                  | 66,51                   |
| ↳ Astenuti (% su iscritti) | ↳ Astenuti (% su iscritti)                        | ↳ Astenuti (% su iscritti) | 24 085                  | 33,49                   |
|                            |                                                   |                            |                         |                         |
|                            | Esito: collegio passa da Conservatore a Laburista |                            |                         |                         |

### Elezioni negli anni 2010
| Partito                    | Partito                                   | Candidato                  | Risultati 12 dicembre 2019 | Risultati 12 dicembre 2019 |
| Partito                    | Partito                                   | Candidato                  | Voti                       | %                          |
| -------------------------- | ----------------------------------------- | -------------------------- | -------------------------- | -------------------------- |
|                            | Conservatore                              | Darren Henry               | 26 602                     | 48,13                      |
|                            | Laburista                                 | Greg Marshall              | 21 271                     | 38,48                      |
|                            | Change UK                                 | Anna Soubry                | 4 668                      | 8,45                       |
|                            | Verdi                                     | Kat Boettge                | 1 806                      | 3,27                       |
|                            | Democratici                               | Amy Dalla Mura             | 432                        | 0,78                       |
|                            | Indipendente                              | Teck Khong                 | 321                        | 0,58                       |
|                            | Militant Elvis Anti-HS2                   | David Bishop               | 172                        | 0,31                       |
|                            |                                           |                            |                            |                            |
| Iscritti                   | Iscritti                                  | Iscritti                   | 73 052                     | 100,00                     |
| ↳ Votanti (% su iscritti)  | ↳ Votanti (% su iscritti)                 | ↳ Votanti (% su iscritti)  | 55 272                     | 75,66                      |
| ↳ Astenuti (% su iscritti) | ↳ Astenuti (% su iscritti)                | ↳ Astenuti (% su iscritti) | 17 780                     | 24,34                      |
|                            |                                           |                            |                            |                            |
|                            | Esito: collegio confermato a Conservatore |                            |                            |                            |

| Partito                    | Partito                                   | Candidato                  | Risultati 8 giugno 2017 | Risultati 8 giugno 2017 |
| Partito                    | Partito                                   | Candidato                  | Voti                    | %                       |
| -------------------------- | ----------------------------------------- | -------------------------- | ----------------------- | ----------------------- |
|                            | Conservatore                              | Anna Soubry                | 25 983                  | 46,81                   |
|                            | Laburista                                 | Greg Marshall              | 25 120                  | 45,25                   |
|                            | Lib Dem                                   | Tim Hallam                 | 2 247                   | 4,05                    |
|                            | UKIP                                      | Fran Loi                   | 1 477                   | 2,66                    |
|                            | Verdi                                     | Pat Morton                 | 681                     | 1,23                    |
|                            |                                           |                            |                         |                         |
| Iscritti                   | Iscritti                                  | Iscritti                   | 74 010                  | 100,00                  |
| ↳ Votanti (% su iscritti)  | ↳ Votanti (% su iscritti)                 | ↳ Votanti (% su iscritti)  | 55 508                  | 75,00                   |
| ↳ Astenuti (% su iscritti) | ↳ Astenuti (% su iscritti)                | ↳ Astenuti (% su iscritti) | 18 502                  | 25,00                   |
|                            |                                           |                            |                         |                         |
|                            | Esito: collegio confermato a Conservatore |                            |                         |                         |

| Partito                    | Partito                                   | Candidato                  | Risultati 7 maggio 2015 | Risultati 7 maggio 2015 |
| Partito                    | Partito                                   | Candidato                  | Voti                    | %                       |
| -------------------------- | ----------------------------------------- | -------------------------- | ----------------------- | ----------------------- |
|                            | Conservatore                              | Anna Soubry                | 24 163                  | 45,22                   |
|                            | Laburista                                 | Nick Palmer                | 19 876                  | 37,19                   |
|                            | UKIP                                      | Frank Dunne                | 5 674                   | 10,62                   |
|                            | Lib Dem                                   | Stan Heptinstall           | 2 120                   | 3,97                    |
|                            | Verdi                                     | David Kirwan               | 1 544                   | 2,89                    |
|                            | Justice for Men and Boys                  | Ray Barry                  | 63                      | 0,12                    |
|                            |                                           |                            |                         |                         |
| Iscritti                   | Iscritti                                  | Iscritti                   | 71 827                  | 100,00                  |
| ↳ Votanti (% su iscritti)  | ↳ Votanti (% su iscritti)                 | ↳ Votanti (% su iscritti)  | 53 440                  | 74,40                   |
| ↳ Astenuti (% su iscritti) | ↳ Astenuti (% su iscritti)                | ↳ Astenuti (% su iscritti) | 18 387                  | 25,60                   |
|                            |                                           |                            |                         |                         |
|                            | Esito: collegio confermato a Conservatore |                            |                         |                         |

| Partito                    | Partito                                           | Candidato                  | Risultati 6 maggio 2010 | Risultati 6 maggio 2010 |
| Partito                    | Partito                                           | Candidato                  | Voti                    | %                       |
| -------------------------- | ------------------------------------------------- | -------------------------- | ----------------------- | ----------------------- |
|                            | Conservatore                                      | Anna Soubry                | 20 585                  | 39,04                   |
|                            | Laburista                                         | Nick Palmer                | 20 196                  | 38,30                   |
|                            | Lib Dem                                           | David Watts                | 8 907                   | 16,89                   |
|                            | BNP                                               | Michael Shore              | 1 422                   | 2,70                    |
|                            | UKIP                                              | Chris Cobb                 | 1 194                   | 2,26                    |
|                            | Verdi                                             | David Mitchell             | 423                     | 0,80                    |
|                            |                                                   |                            |                         |                         |
| Iscritti                   | Iscritti                                          | Iscritti                   | 72 031                  | 100,00                  |
| ↳ Votanti (% su iscritti)  | ↳ Votanti (% su iscritti)                         | ↳ Votanti (% su iscritti)  | 52 727                  | 73,20                   |
| ↳ Astenuti (% su iscritti) | ↳ Astenuti (% su iscritti)                        | ↳ Astenuti (% su iscritti) | 19 304                  | 26,80                   |
|                            |                                                   |                            |                         |                         |
|                            | Esito: collegio passa da Laburista a Conservatore |                            |                         |                         |

### Elezioni negli anni 2000
| Partito                    | Partito                                | Candidato                  | Risultati 5 maggio 2005 | Risultati 5 maggio 2005 |
| Partito                    | Partito                                | Candidato                  | Voti                    | %                       |
| -------------------------- | -------------------------------------- | -------------------------- | ----------------------- | ----------------------- |
|                            | Laburista                              | Nick Palmer                | 20 457                  | 41,94                   |
|                            | Conservatore                           | Bob Seely                  | 18 131                  | 37,17                   |
|                            | Lib Dem                                | David Watts                | 7 837                   | 16,07                   |
|                            | Verdi                                  | Paul Anderson              | 896                     | 1,84                    |
|                            | UKIP                                   | Patricia Wolfe             | 695                     | 1,42                    |
|                            | Veritas                                | Damian Hockney             | 590                     | 1,21                    |
|                            | Indipendente                           | Mark Gregory               | 170                     | 0,35                    |
|                            |                                        |                            |                         |                         |
| Iscritti                   | Iscritti                               | Iscritti                   | 71 145                  | 100,00                  |
| ↳ Votanti (% su iscritti)  | ↳ Votanti (% su iscritti)              | ↳ Votanti (% su iscritti)  | 48 806                  | 68,60                   |
| ↳ Astenuti (% su iscritti) | ↳ Astenuti (% su iscritti)             | ↳ Astenuti (% su iscritti) | 22 339                  | 31,40                   |
|                            |                                        |                            |                         |                         |
|                            | Esito: collegio confermato a Laburista |                            |                         |                         |

| Partito                    | Partito                                | Candidato                  | Risultati 7 giugno 2001 | Risultati 7 giugno 2001 |
| Partito                    | Partito                                | Candidato                  | Voti                    | %                       |
| -------------------------- | -------------------------------------- | -------------------------- | ----------------------- | ----------------------- |
|                            | Laburista                              | Nick Palmer                | 23 836                  | 48,64                   |
|                            | Conservatore                           | Pauline Latham             | 17 963                  | 36,66                   |
|                            | Lib Dem                                | David Watts                | 7 205                   | 14,70                   |
|                            |                                        |                            |                         |                         |
| Iscritti                   | Iscritti                               | Iscritti                   | 73 690                  | 100,00                  |
| ↳ Votanti (% su iscritti)  | ↳ Votanti (% su iscritti)              | ↳ Votanti (% su iscritti)  | 49 004                  | 66,50                   |
| ↳ Astenuti (% su iscritti) | ↳ Astenuti (% su iscritti)             | ↳ Astenuti (% su iscritti) | 24 686                  | 33,50                   |
|                            |                                        |                            |                         |                         |
|                            | Esito: collegio confermato a Laburista |                            |                         |                         |

## Risultati dei referendum

### Referendum sulla permanenza del Regno Unito nell'Unione europea del 2016
|             | Collegio | Lasciare UE % | Rimanere in UE % |
| ----------- | -------- | ------------- | ---------------- |
|             | Broxtowe | 52,4%         | 47,6%            |
| Inghilterra | 53,3%    | 46,7%         |                  |
| Regno Unito | 51,9%    | 48,1%         |                  |